# Nitram
Nitram és una pel·lícula dramàtica biogràfica australiana del 2021, dirigida per Justin Kurzel a partir d'un guió de Shaun Grant. El film gira al voltant de la vida i la conducta d'un jove inestable anomenat Nitram (basat en Martin Bryant), i els esdeveniments que van portar a la seva implicació en la massacre de Port Arthur de 1996 a Tasmània. La pel·lícula és protagonitzada per Caleb Landry Jones, Judy Davis, Essie Davis i Anthony LaPaglia.
Nitram es va estrenar al 74è Festival Internacional de Cinema de Canes el 16 de juliol de 2021, on Jones va guanyar el Premi a la interpretació masculina. La pel·lícula es va estrenar als cinemes d'Austràlia el 30 de setembre de 2021, abans de l'estrena digital al servei de streaming australià Stan el 24 de novembre de 2021. Va rebre crítiques favorables que van elogiar la direcció de Kurzel i les actuacions del repartiment, tot i que la pel·lícula va despertar encara polèmica a Tasmània.

## Argument
El llargmetratge narra els esdeveniments que van produir durant la massacre de Port Arthur, a Tasmània, l'any 1996. L'autor de tal atrocitat va ser Martin Bryant, responsable de la mort de 35 persones i de 23 ferits en un el tiroteig massiu més mortals perpetrat per una sola persona en la història d'Austràlia.

## Repartiment
- Caleb Landry Jones com a Nitram (basat en Martin Bryant, "Nitram" és "Martin" al revés)[7]
- Judy Davis com la mare de Nitram (basat en Carleen Bryant)[7]
- Essie Davis com a Helen (basat en Helen Mary Elizabeth Harvey)
- Anthony LaPaglia com el pare de Nitram (basat en Maurice Bryant)
- Sean Keenan com a Jamie
- Rick James com a propietari de la botiga d'armes

## Recepció
El rodatge de la pel·lícula va començar el 23 de gener de 2021 i va concloure el 13 de març de 2021 a Geelong, Victòria. La pel·lícula es va enfrontar a una polèmica generalitzada a Tasmània. Kelly Spaulding, alcaldessa del Tasman Council, que inclou Port Arthur, va condemnar l'elecció de fer la pel·lícula. La Fundació Alannah i Madeline, creada pel pare de dues nenes assassinades en el tiroteig de Port Arthur, va publicar un comunicat també condemnant la proposta de produir la pel·lícula. El sindicat de la Policia de Tasmània va declarar que estava preocupat per com es veuria afectada la salut mental dels policies. L'Star Theatre de Launceston i l'State Cinema de Hobart van ser els únics cinemes de Tasmània que van mostrar la pel·lícula. Tanmateix, l'State Cinema va optar per no anunciar-ne les projeccions.
La productora va convocar la ministra d'Arts, Elise Archer, a una reunió però va ser rebutjada. Screen Tasmania es va negar a finançar la pel·lícula. El primer ministre de Tasmània, Peter Gutwein, va declarar a la Cambra de l'Assemblea que el feia sentir incòmode. Altres polítics estatals, com Brian Mitchell, membre federal de Lyons, i Rebecca White, líder de l'oposició, van manifestar la seva preocupació.

## Reconeixements
| Premi                        | Data                   | Categoria                        | Nominació          | Resultat  | Referència    |
| ---------------------------- | ---------------------- | -------------------------------- | ------------------ | --------- | ------------- |
| Premis AACTA                 | 8 de desembre de 2021  | Millor pel·lícula                | Nick Batzias       | Guanyador | [ 12 ]        |
| Premis AACTA                 | 8 de desembre de 2021  | Millor pel·lícula                | Shaun Grant        | Guanyador | [ 12 ]        |
| Premis AACTA                 | 8 de desembre de 2021  | Millor pel·lícula                | Virginia Whitwell  | Guanyador | [ 12 ]        |
| Premis AACTA                 | 8 de desembre de 2021  | Millor pel·lícula                | Justin Kurzel      |           | [ 12 ]        |
| Premis AACTA                 | 8 de desembre de 2021  | Millor direcció                  | Guanyador          |           | [ 12 ]        |
| Premis AACTA                 | 8 de desembre de 2021  | Millor guió original             | Shaun Grant        | Guanyador | [ 12 ]        |
| Premis AACTA                 | 8 de desembre de 2021  | Millor actor                     | Caleb Landry Jones | Guanyador | [ 12 ]        |
| Premis AACTA                 | 8 de desembre de 2021  | Millor actriu                    | Judy Davis         | Guanyador | [ 12 ]        |
| Premis AACTA                 | 8 de desembre de 2021  | Millor actor secundari           | Anthony LaPaglia   | Guanyador | [ 12 ]        |
| Premis AACTA                 | 8 de desembre de 2021  | Millor actriu secundària         | Essie Davis        | Guanyador | [ 12 ]        |
| Premis AACTA                 | 8 de desembre de 2021  | Millor fotografia                | German McMicking   | Nominat   | [ 12 ]        |
| Premis AACTA                 | 8 de desembre de 2021  | Millor edició                    | Nick Fenton        | Guanyador | [ 12 ]        |
| Premis AACTA                 | 8 de desembre de 2021  | Millor banda sonora              | Justin Kurtzel     | Nominat   | [ 12 ]        |
| Premis AACTA                 | 8 de desembre de 2021  | Millor so                        | James Ashton       | Nominat   | [ 12 ]        |
| Premis AACTA                 | 8 de desembre de 2021  | Millor so                        | Dean Ryan          | Nominat   | [ 12 ]        |
| Premis AACTA                 | 8 de desembre de 2021  | Millor so                        | Steve Single       | Nominat   | [ 12 ]        |
| Premis AACTA                 | 8 de desembre de 2021  | Millor disseny de producció      | Alice Babidge      | Nominat   | [ 12 ]        |
| Premis AACTA                 | 8 de desembre de 2021  | Millor disseny de vestuari       | Alice Babidge      | Nominat   | [ 12 ]        |
| Premis AACTA                 | 8 de desembre de 2021  | Millor perruqueria i maquillatge | Fiona Rees-Jones   | Nominat   | [ 12 ]        |
| Premis AACTA                 | 8 de desembre de 2021  | Millor càsting                   | Nikki Barrett      | Nominat   | [ 12 ]        |
| Premis AACTA                 | 8 de desembre de 2021  | Millor càsting                   | Kate Leonard       | Nominat   | [ 12 ]        |
| Premis AACTA                 | 8 de desembre de 2021  | Millor càsting                   | Alison Telford     | Nominat   | [ 12 ]        |
| Festival de Cinema de Canes  | 6-17 de juliol de 2021 | Millor actor                     | Caleb Landry Jones | Guanyador | [ 13 ]        |
| CinefestOZ                   | 25-29 d'agost de 2021  | Millor pel·lícula                | Millor pel·lícula  | Guanyador | [ 14 ] [ 15 ] |
| Festival de Cinema de Sitges | 7-17 d'octubre de 2021 | Millor director                  | Justin Kurtzel     | Guanyador | [ 16 ]        |
| Festival de Cinema de Sitges | 7-17 d'octubre de 2021 | Millor actor                     | Caleb Landry Jones | Guanyador | [ 16 ]        |
| Festival de Cinema de Sitges | 7-17 d'octubre de 2021 | Millor pel·lícula                | Justin Kurtzel     | Nominat   | [ 16 ]        |